# Geminaricta
Geminaricta es un género de foraminífero bentónico considerado un sinónimo posterior de Bolivinella de la familia Bolivinellidae, de la superfamilia Loxostomatoidea, del suborden Buliminina y del orden Buliminida. Su especie tipo era Bolivinella virgata. Su rango cronoestratigráfico abarca desde el Rupeliense (Oligoceno inferior) hasta la Actualidad.

## Discusión
Clasificaciones previas incluían Geminaricta en el suborden Rotaliina del orden Rotaliida. Clasificaciones más modernas lo incluirían en la superfamilia Cassidulinoidea.

## Clasificación
Geminaricta incluía a la siguiente especie:
- Geminaricta virgata